# Meister der zwölf Apostel
Als Meister der zwölf Apostel wurde in der Kunstgeschichte ein Kölner Maler der Gotik bezeichnet. Der namentlich nicht bekannte Künstler des ausgehenden 15. Jahrhunderts erhielt seinen Notnamen nach einem heute in der Alten Pinakothek in München befindlichen Werk. Es stellt zwölf Apostel und Johannes den Täufer dar. Der Meister wird allerdings heute meist mit dem Meister der Lyversberger Passion gleichgesetzt und das Apostelbild sowie zuvor ihm weiter zugeschriebene Arbeiten werden diesem ebenfalls namentlich nicht bekannten Maler zugerechnet oder zumindest als aus dessen Schule bezeichnet. Somit hat sich für einen Meister der zwölf Apostel keine eigenständige Künstlerpersönlichkeit durchgesetzt.